# 北海道道913号野塚婦美線

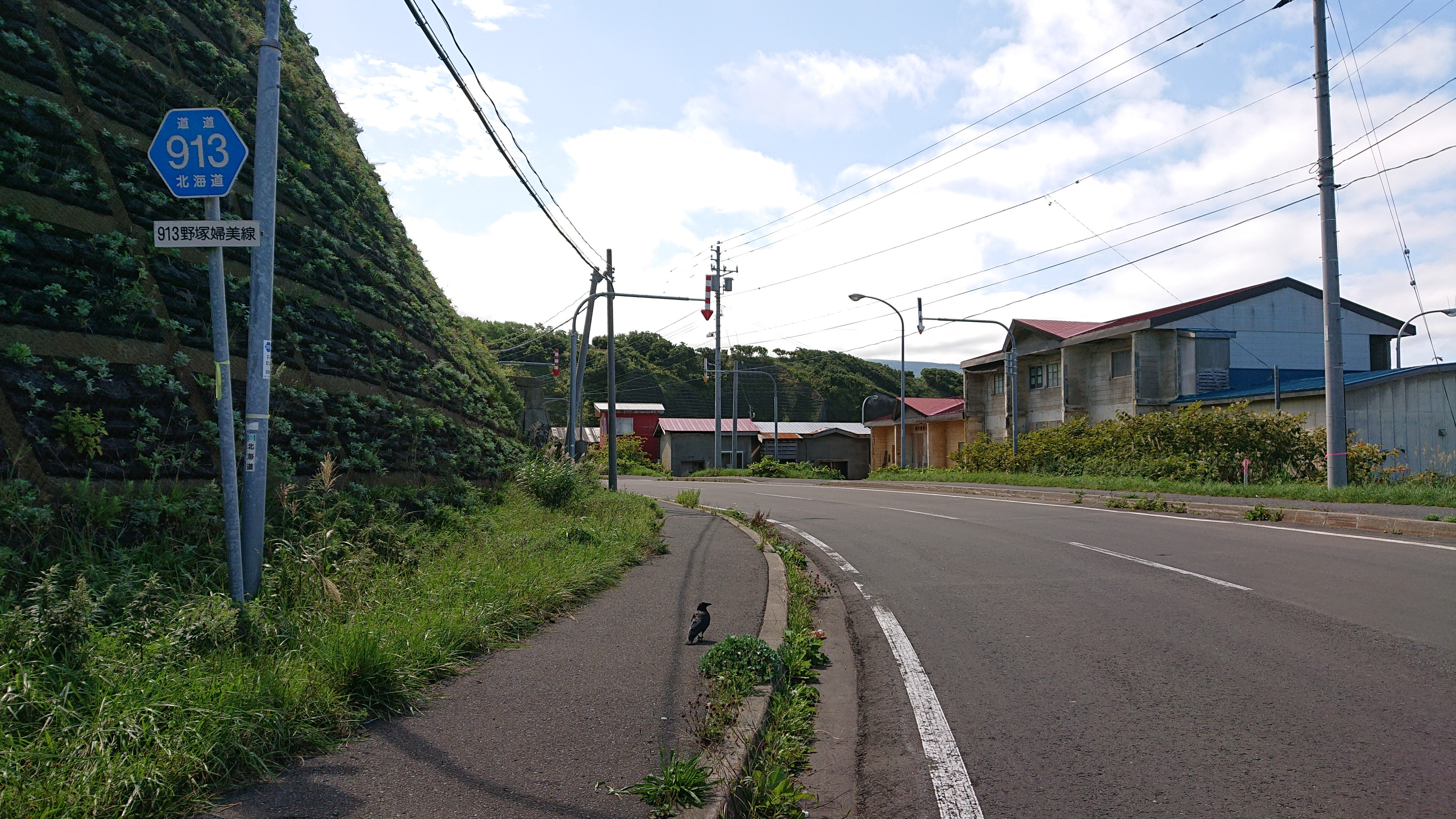
北海道道913号野塚婦美線

北海道道913号野塚婦美線（ほっかいどうどう913ごう のづかふみせん）は、北海道積丹郡積丹町内を結ぶ一般道道（北海道道）である。

## 概要
並行する国道229号よりも海岸線に近い入舸川沿いを経由し、入舸・幌武意集落の生活道路としての役割を持つ。これに加え、島武意海岸や女郎子岩といった積丹岬周辺の景勝地へのアクセスにも用いられる。

### 路線データ
- 起点：北海道積丹郡積丹町大字野塚町（国道229号交点）
- 終点：北海道積丹郡積丹町大字婦美町（国道229号交点）
- 総延長：13.858 km
- 実延長：13.838 km
- 重用延長：0.020 km

### 道路管理者
- 後志総合振興局 小樽建設管理部 余市出張所

## 歴史
- 1976年（昭和51年）8月31日 - 路線認定[1]。

## 路線状況

### 道路施設

#### トンネル
- 日司トンネル（165 m） 2002年（平成14年）開通。
- 入舸トンネル（348 m） 2007年（平成19年）開通。

廃止されたトンネル
- 日司泊トンネル（81 m） 1966年（昭和41年）開通、1997年（平成9年）開削撤去。
- チャラツナイトンネル（34 m） 1967年（昭和42年）開通、1998年（平成10年）開削撤去。
- 釜泊トンネル（50 m） 1965年（昭和41年）開通、現日司トンネル供用に伴い閉鎖。
- 日司トンネル（12 m） 1979年（昭和54年）開通、現日司トンネル供用に伴い閉鎖。
- 弁天トンネル（17 m） 1968年（昭和43年）開通、2000年（平成12年）開削撤去。
- 黒松内トンネル（20 m） 1975年（昭和50年）開通、2005年（平成17年）開削撤去。

#### 主な橋梁
- 積丹大橋（72 m、積丹川、積丹町大字野塚町 - 積丹町大字日司町）
- 第2幌美橋（30 m、入舸川、積丹町大字婦美町）
- 第1幌美橋（32 m、入舸川、積丹町大字婦美町）

## 地理

### 通過する自治体
- 後志総合振興局
  - 積丹郡積丹町

### 交差する道路
積丹町
- 国道229号 - 大字野塚町（起点）
- 国道229号 - 大字婦美町（終点）

### 沿線にある施設など
積丹町
- 日司漁港
- 積丹町立日司小学校
- 積丹岬
- 幌武意漁港